# Tumbarinos

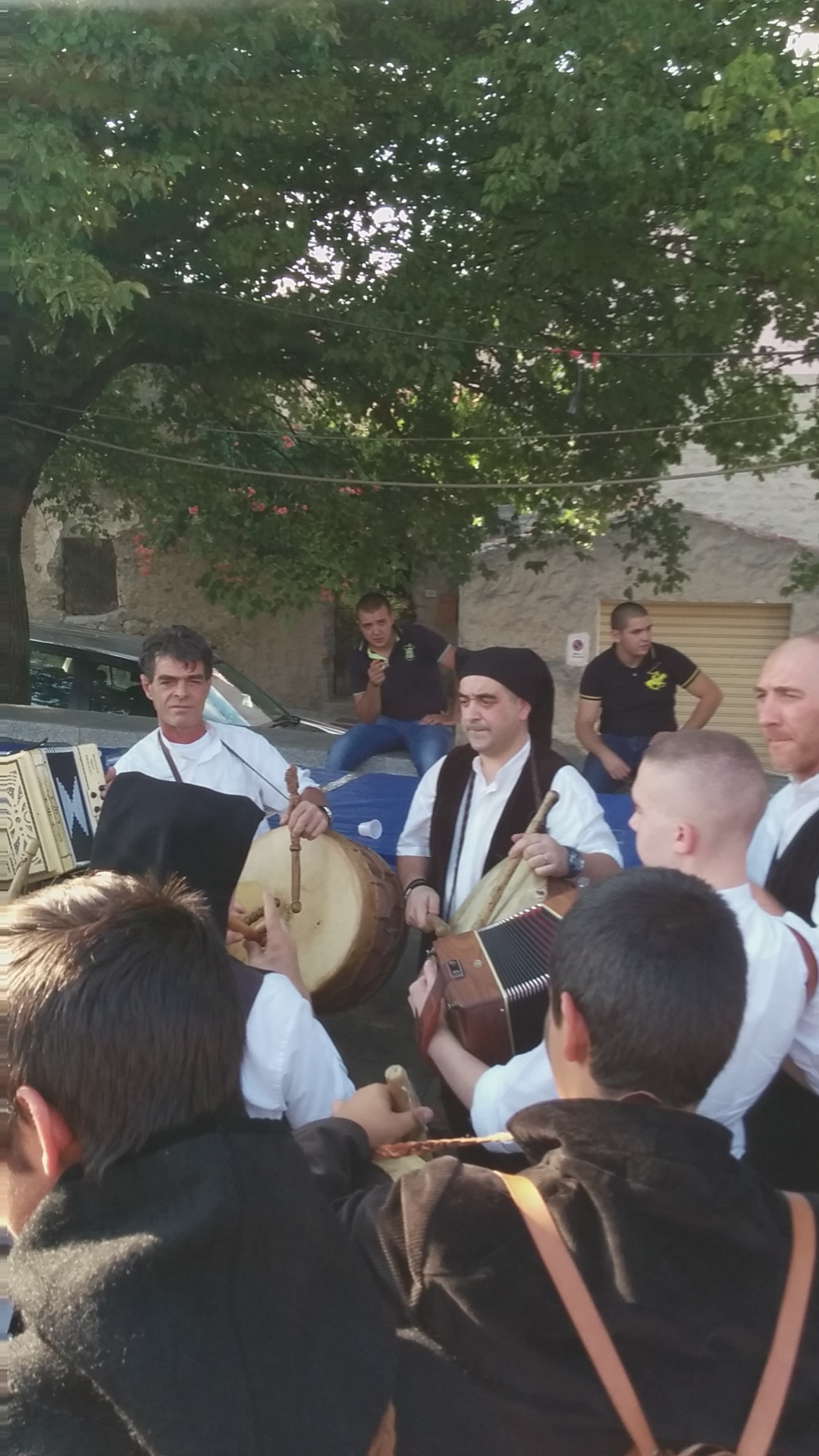
Sos tumbarinos

Sos tumbarinos sono i tamburini che animano il paese di Gavoi, comune della provincia di Nuoro, durante la manifestazione del carnevale.

## La storia

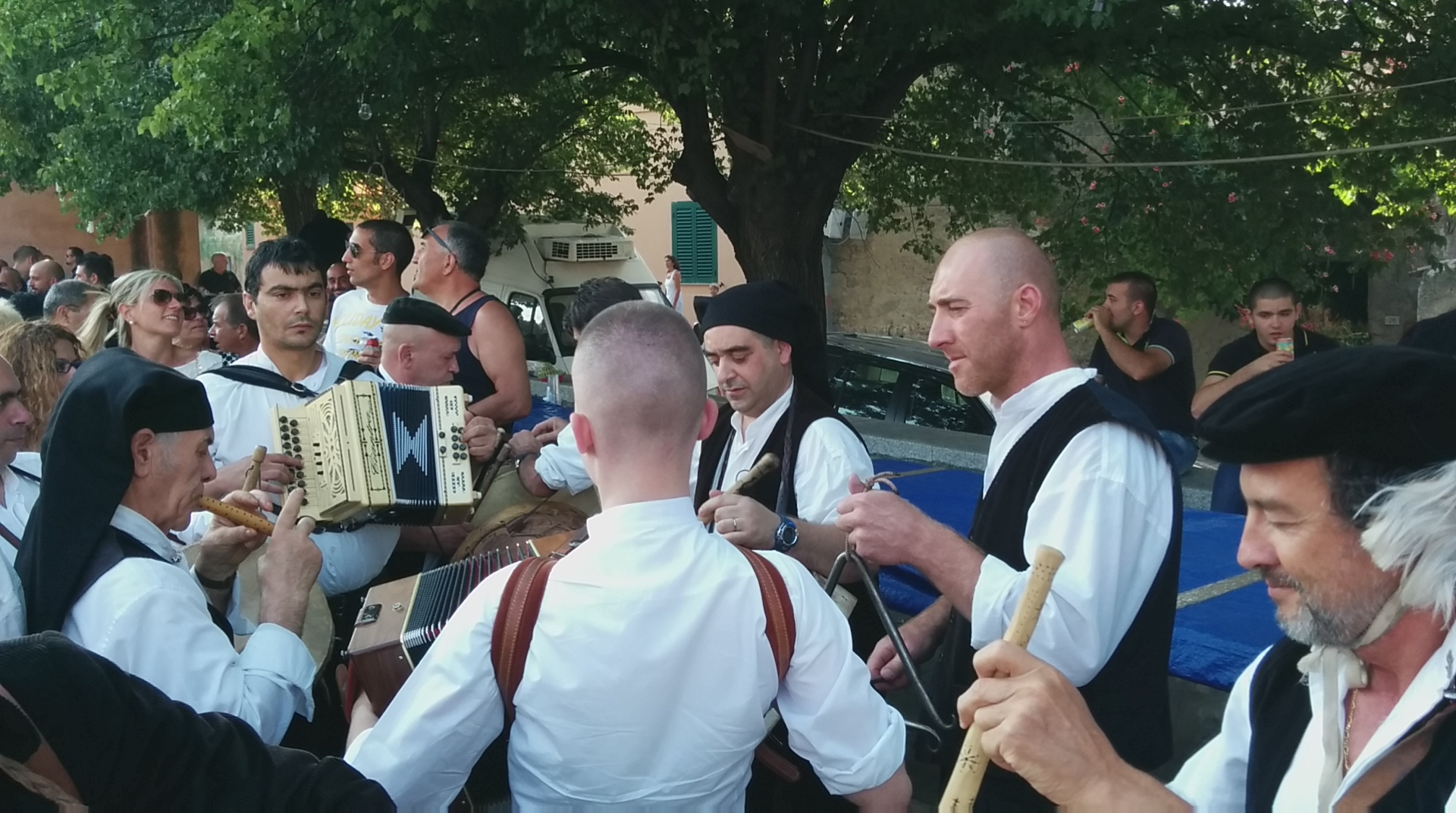
Sos tumbarinos in concerto

Il tamburo (tumbarinu 'e Gavoi), attestato a Gavoi assieme al piffero (detto anche pipiolu) già dal 1829, è oggi quasi scomparso negli altri paesi della Sardegna.  
In questo caso parliamo di uno strumento musicale che risulta essere la vera maschera e il vero protagonista di questo carnevale barbaricino. Uno strumento il cui suono (su sonu) echeggia e ricorda la storia e il passato. Durante il carnevale la comunità ballava e si divertiva attraverso il ballo sardo, elemento immancabile delle feste, il concerto del coro e il suono degli strumenti musicali tipici quali appunto il tamburo e le launeddas.

## Caratteristiche

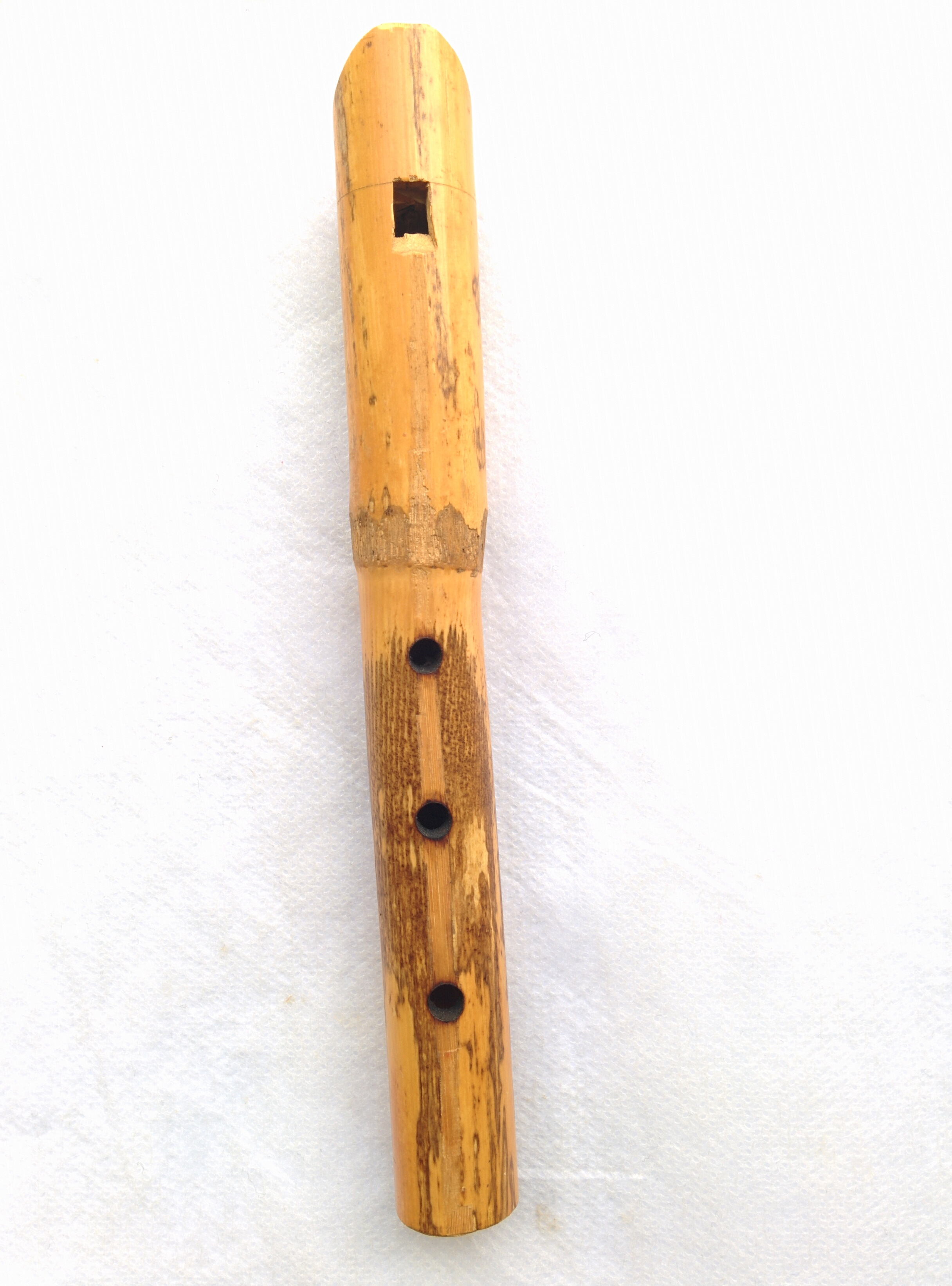
Piffero sardo del 1800

I tamburi sono costruiti a mano con pelli prevalentemente di pecora, di capra e di cane. Il vero protagonista di questo carnevale infatti è proprio il suono. Questi possono avere varia forma e possono presentare decorazioni di differente genere.

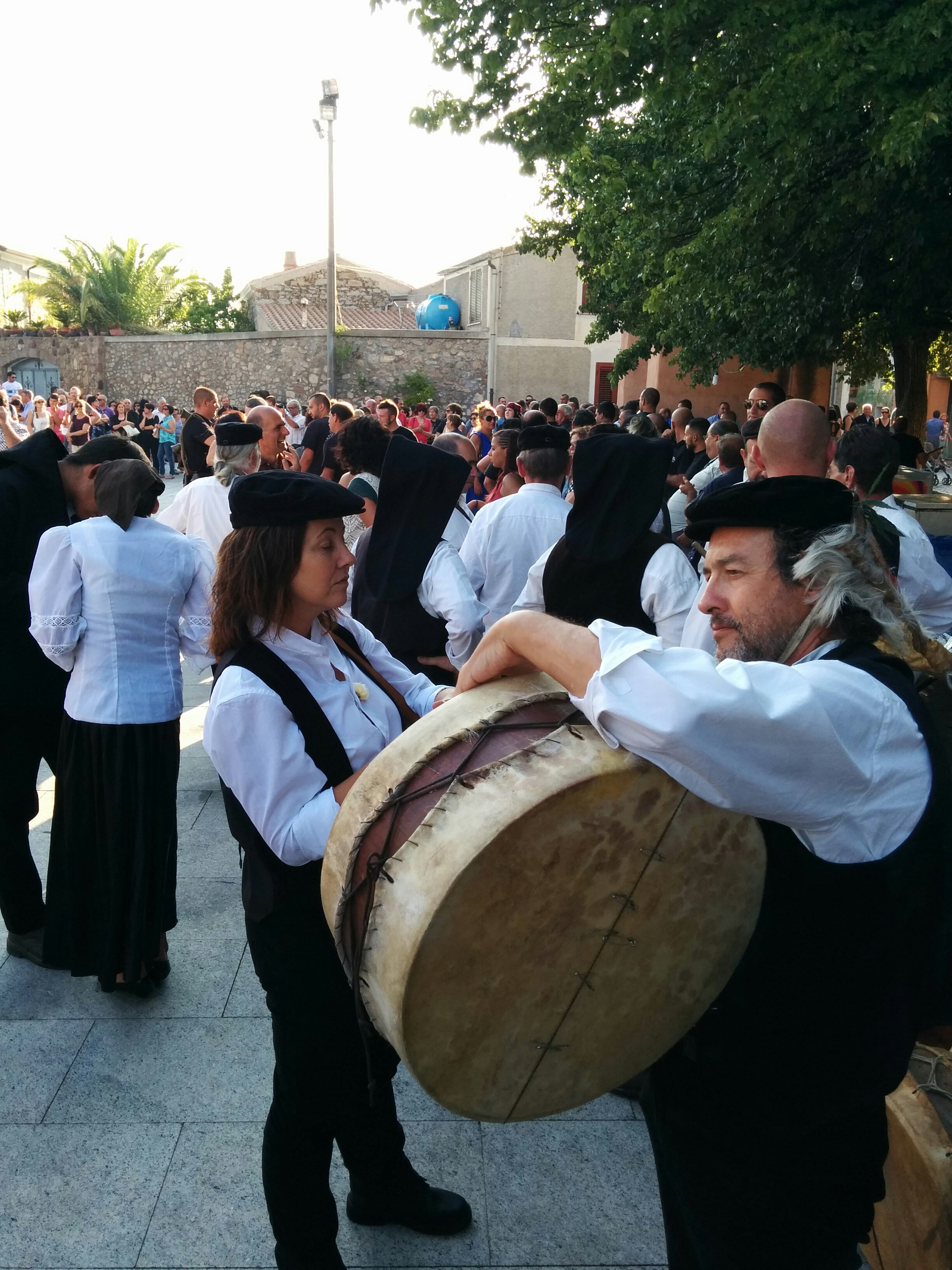
Sos tumbarinos - dettaglio tamburo

Al fianco del classico tamburo e a su pipiolu troviamo anche altri strumenti: Su triangulu (il triangolo) e su tumborro anche detto serraggia, strumento a corda realizzata con una vescica di maiale poggiata all'estremità di una canna e con funzione di cassa di risonanza. Una corda tesa, solitamente di crine di cavallo, viene poggiata sulla vescica e sfregata con un archetto di legno seghettato produce dei suoni.

### Costumi
Sos Sonadores (i suonatori in sardo) sono vestiti con l'abito in velluto e portano anche i gambales (gambali) e su bonette (la coppola).

## La rappresentazione
Tutto inizia nella giornata del giovedì grasso, detto zobia lardazzola.
I sonadores escono dai rioni del comune per riunirsi in piazza. Lì inizia la vera festa con canti e balli.
La notte del martedì grasso si chiude su carrasecare con su Zizarone, il fantoccio che raffigura il re del carnevale, gettato al rogo.